# An Indian Girl's Love
An Indian Girl's Love è un cortometraggio muto del 1910 scritto, prodotto, interpretato e diretto da Gilbert M. 'Broncho Billy' Anderson.

## Produzione
Il film fu prodotto dalla Essanay Film Manufacturing Company. Venne girato a Morrison, in Colorado.

## Distribuzione
Distribuito dalla General Film Company, il film - un cortometraggio di 260 metri - uscì nelle sale cinematografiche USA il 10 settembre 1910.